# 山形県の滝一覧
山形県の滝一覧（やまがたけんのたきいちらん）は、山形県にある滝の一覧。
山形県には落差5ｍ以上の滝が230ほどあり、日本一の数を誇る。

## 置賜地方

### 米沢市
- 火焔滝
- 芳沢不動滝
- 黒滝
- 関根大滝
- 赤滝
- 亀滝
- 白布大滝
- 繰返不動滝（小滝、大滝）
- 滑川大滝
- 小僧ヶ滝
- 潜滝
- 嶮急滝

### 長井市
- 三階滝（不動滝）

### 南陽市
- くぐり滝
- 大滝

### 飯豊町
- 三日月不動の滝

### 小国町
- 梅花皮の滝
- 旭又滝
- 八木沢大滝
- 鰍滝

### 白鷹町
- 三ツ滝
- 長谷滝

### 高畠町
- 大滝

## 村山地方

### 山形市
- 不動滝
- 藤花の滝
- 千太滝
- 幻竜の滝
- 霰滝
- 布引の滝
- 絹糸の滝
- 黒滝
- 戸洞滝
- 鍋倉不動滝

### 上山市
- 芳刈不動滝
- 萱滝
- 不動滝
- 観音滝

### 天童市
- だんらん滝

### 東根市

関山大滝

- 関山大滝
- 樋滝
- 黒滝
- 双間滝

### 村山市
- 白蛇の滝
- 孫六の滝
- 滑沢の滝
- 富貴沢の滝

### 尾花沢市
- 白銀の滝
- 層雲峡

### 朝日町
- 五枚田の滝

### 大江町
- 楢山不動滝
- スノ不動滝
- 大滝

### 河北町
- 一ノ滝

### 西川町
- 竜門滝

## 最上地方

### 新庄市
- 一の滝
- 曲滝
- 雷滝
- 三の滝
- 止まりの滝

### 舟形町
- 荒沢の滝

### 大蔵村
- 男滝
- 女滝

### 戸沢村

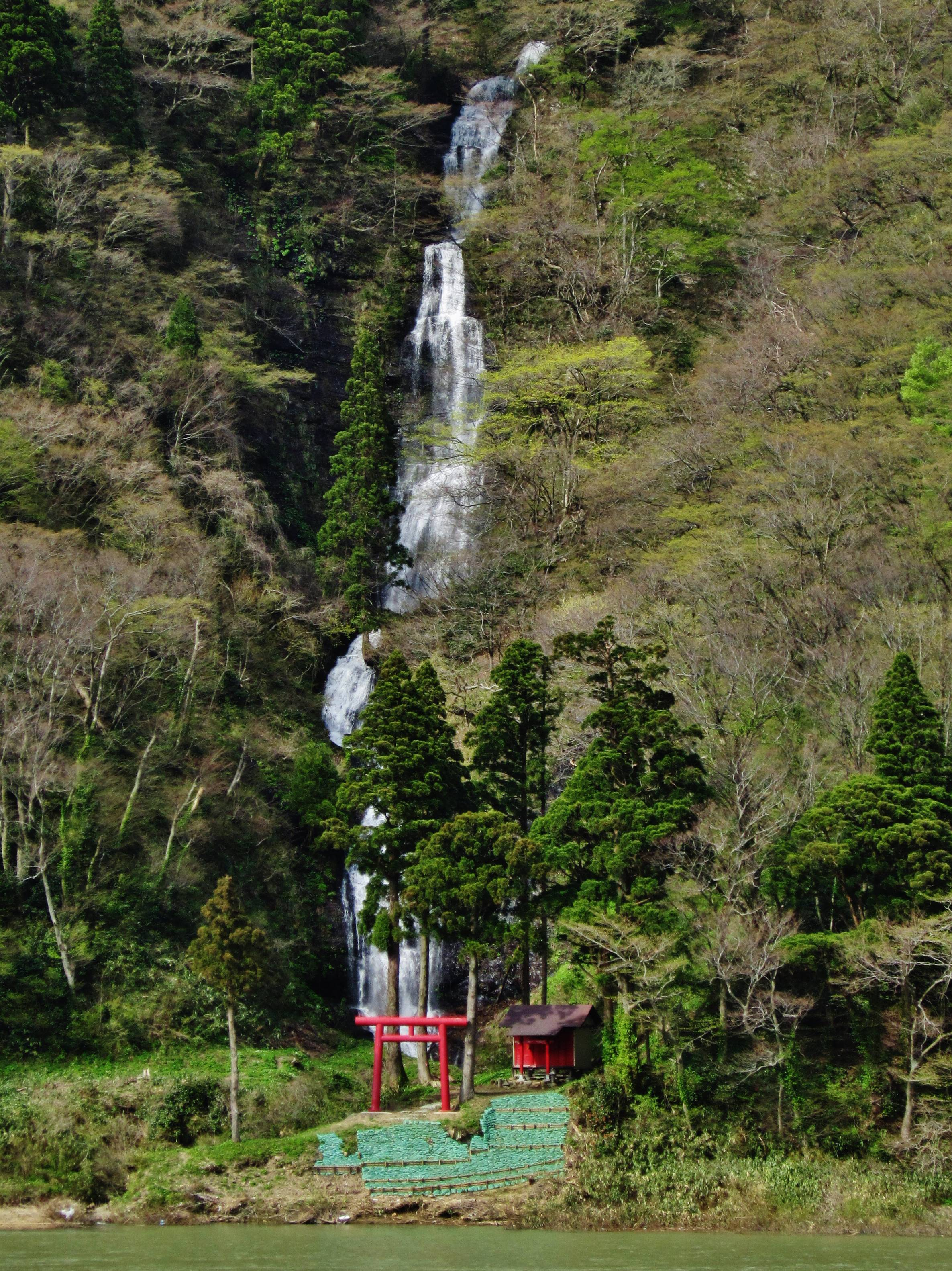
白糸の滝

- 白糸の滝
- 三ノ滝
- 浄の滝

### 真室川町
- 不動明王の滝
- 土倉の滝
- 三階滝
- 不動滝

### 鮭川村
- 不動滝（谷地不動滝）
- 湯沢の滝
- 大滝
- 夫婦滝
- 白猿の滝

### 金山町
- 大切り滝

## 庄内地方

### 鶴岡市

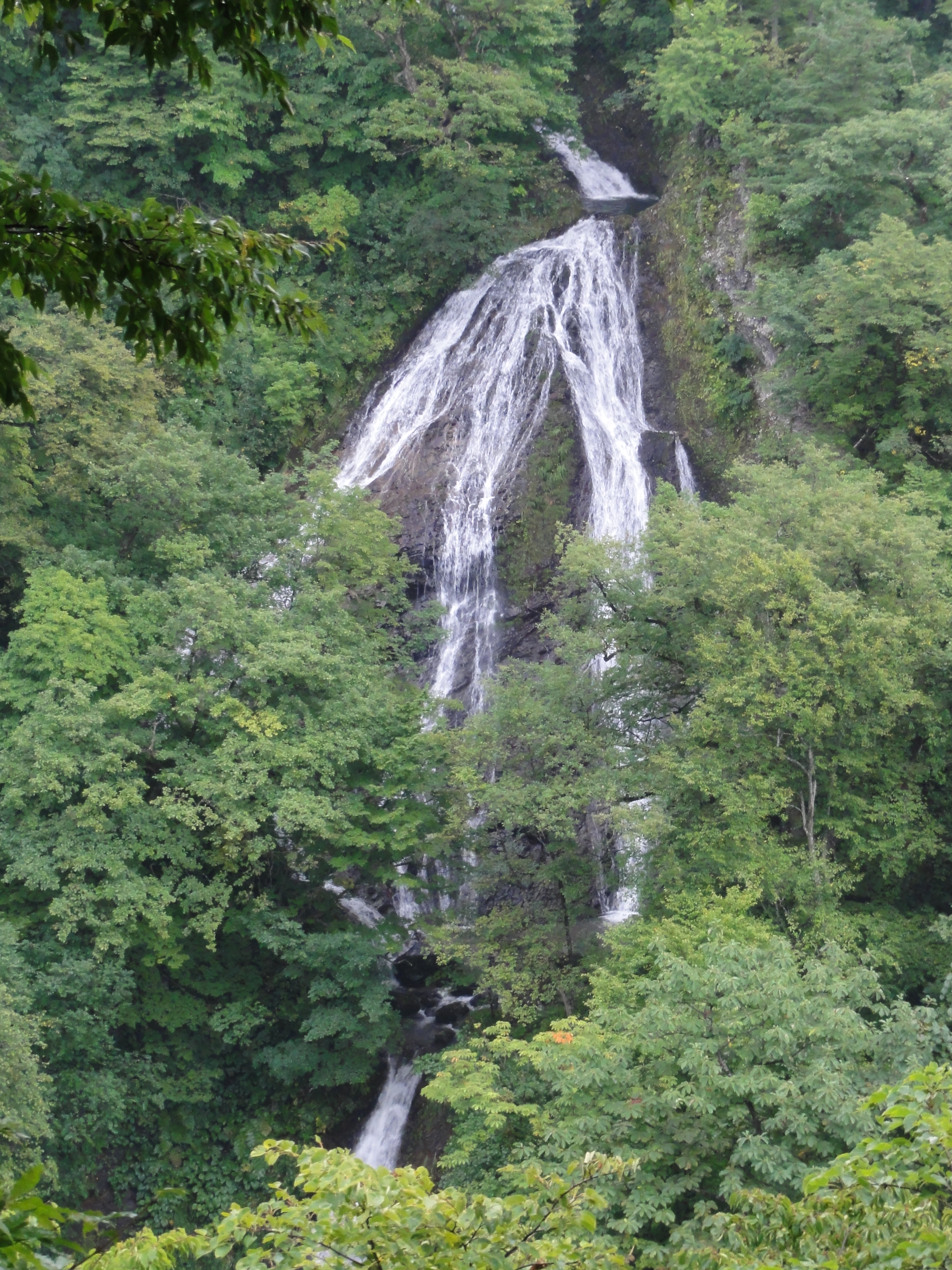
七ツ滝

- 七ツ滝
- 米の粉の滝
- 須賀の滝
- 大滝
- 一ノ滝
- 二ノ滝
- 三ノ滝
- 弁財天滝
- 湯見ヶ滝
- 四の滝
- 丸山の滝
- 七つ滝
- カメ滝

### 酒田市

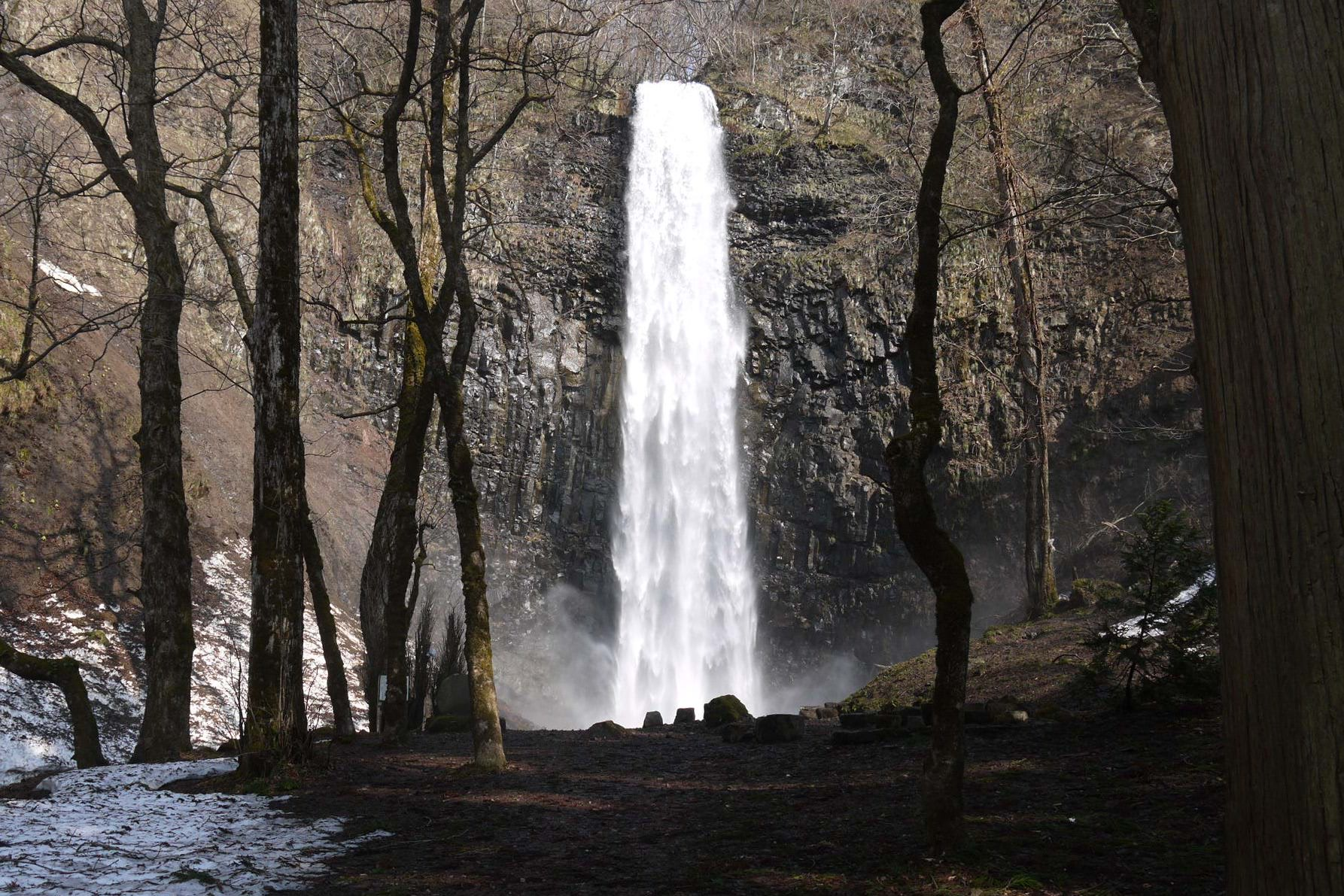
玉簾の滝

- 玉簾の滝
- 慈光滝
- 不動の滝（開運出世の滝）
- 十二滝

### 遊佐町
- 一ノ滝
- 胴腹滝
- 蔭の滝
- 三ノ滝
- 二ノ滝
- 高瀬峡
- 大滝
- 剣龍滝